# Neumeyer Consort
Das Neumeyer Consort ist ein Ensemble für Alte Musik.
Es wurde 2007  mit dem Ziel gegründet, die Lebendigkeit und Vielseitigkeit barocker Musik in unterschiedlichen Besetzungsmöglichkeiten hörbar zu machen. Somit reicht die Besetzungsvielfalt des Neumeyer-Consort, je nach Konzertprogramm, von einer  kammermusikalischen Formation bis hin zum groß besetzten Barockorchester.
Der Name geht zurück auf Fritz Neumeyer, einen der Pioniere der historischen Aufführungspraxis. Die künstlerische Leitung liegt in den Händen von Mitbegründer Felix Koch. Geschäftsführer ist Markus Stein.
Neben der regen Konzerttätigkeit im In- und Ausland sieht sich das Neumeyer Consort auch einem pädagogischen Auftrag verpflichtet. Seit 2007 ist es „Ensemble in residence“ bei den internationalen Meisterkursen „Singing Summer“ der Hochschule für Musik Mainz. Darüber hinaus haben die Gründungsmitglieder des Ensembles die musikalische Patenschaft beim Orchester „ConAffetto“ der Akademie für Alte Musik im Saarland übernommen und waren dort als Dozenten zu den Proben- und Konzertphasen zu Gast.
2010 wurde die Neumeyer-Consort-Stipendiatenakademie ins Leben gerufen, die jungen Nachwuchsmusikern projektweise ein gemeinsames professionelles Musizieren mit den Mitgliedern des Ensembles ermöglicht. Zudem entwickelte das Ensemble mehrere Konzertprojekte für Kinder.
Das Ensemble erhielt, neben Rundfunk- und Fernseh- und CD-Produktionen, Konzerteinladungen u. a. zu den Tagen Alter Musik im Saarland, der Kammeroper Schloss Rheinsberg, den Magdeburger Telemann-Festtagen, den Göttinger Händelfestspielen, den Schwetzinger Festspielen des SWR, dem Rheingau Musikfestival, in die Alte Oper Frankfurt, nach Südafrika (Kapstadt, Stellenbosch) sowie zu den Norfolk Concerts nach England.
Neben dem Neumeyer Consort hat sich 2008 als Konzertpartner zeitweise der Neumeyer Kammerchor und der unter der Leitung von Felix Koch gegründet. Mit dem Gutenberg-Kammerchor der Johannes Gutenberg-Universität Mainz wurden Einspielungen von Johann Sebastian Bachs „Himmelfahrtsoratorium“ und einer neu rekonstruierten Fassung der  „Markus-Passion“ BWV 247 eingespielt.
Seit 2020 arbeitet das Neumeyer Consort an einer Einspielung sämtlicher Kantaten aus dem sog. „Französischen Jahrgang 1714/15“ von Georg Philipp Telemann. Der vokale Partner dieser Produktion ist das professionelle Ensemble  „Gutenberg Soloists“.

## Diskografie
- Giovanni Benedetto Platti: Ricercate & Sonate. Christophorus, Heidelberg 2009.
- Georg Friedrich Händel: Hallelujah: Famous Choruses from Messiah. Ltg. Michael Hofstetter, Oehms classics 2012
- Giovanni Battista Pergolesi: Stabat mater.  Ltg. Michael Hofstetter, Oehms classics 2012
- Johann Sebastian Bach: Brandenburgische Konzerte.  Ltg. Felix Koch, Christophorus Heidelberg 2013
- Georg Philipp Telemann: Ouvertures & Suites.  Ltg. Felix Koch Christophorus 2017
- Johann Sebastian Bach: Himmelfahrtsoratorium- Kantaten BWV 37, 11, 34 Ltg. Felix Koch, Rondeau 2017
- Johann Sebastian Bach: Markus-Passion BWV 247. Ltg. Felix Koch, Christophorus 2018
- Joseph Bodin de Boismortier: Kammermusik – Trios, Quartette, Concerto (Op. 34 & 37). Ltg. Felix Koch, Christophorus 2021
- Wolfgang Amadeus Mozart: Requiem Ltg. Felix Koch, Rondeau 2021
- Georg Philipp Telemann: Französischer Jahrgang 1714/1715 Complete Cantatas Vol. 1, Ltg. Felix Koch, CPO 2021